# Nazionale maschile di calcio a 5 dello Zimbabwe
La nazionale maschile di calcio a 5 dello Zimbabwe è, in senso generale, una qualsiasi delle selezioni nazionali di Calcio a 5 della Zimbabwe Football Association che rappresentano lo Zimbabwe nelle varie competizioni ufficiali o amichevoli riservate a squadre nazionali.

## Storia
Lo Zimbabwe non ha grande tradizione nel calcio a 5. La nazionale ha avuto la prima grande occasione di presentarsi sulle scene internazionali nel FIFA Futsal World Championship 1989 nei Paesi Bassi, dove è stata eliminata al primo turno. Questa rappresenta l'unica partecipazione a un campionato mondiale, difatti la nazionale non ha preso parte alle successive edizioni. In vista delle qualificazioni al mondiale del 1996, lo Zimbabwe ha preso parte al CAF Futsal Championship 1996 dove è giunto terzo nel girone, mancando la qualificazione al torneo iridato. Si tratta dell'ultima partecipazione dello Zimbabwe a una manifestazione internazionale per squadre nazionali: la formazione africana infatti non ha più preso parte alle successive Coppe d'Africa.

## Statistiche

### Campionato mondiale
| Anno   | Luogo         | Piazzamento      | Pd | V | N | P | GF | GS |
| ------ | ------------- | ---------------- | -- | - | - | - | -- | -- |
| 1989   | Paesi Bassi   | 1º turno         | 3  | 0 | 0 | 3 | 3  | 14 |
| 1992   | Hong Kong     | Non partecipante | -  | - | - | - | -  | -  |
| 1996   | Spagna        | Non qualificata  | -  | - | - | - | -  | -  |
| 2000   | Guatemala     | Non partecipante | -  | - | - | - | -  | -  |
| 2004   | Taipei cinese | Non partecipante | -  | - | - | - | -  | -  |
| 2008   | Brasile       | Non partecipante | -  | - | - | - | -  | -  |
| 2012   | Thailandia    | Non partecipante | -  | - | - | - | -  | -  |
| 2016   | Colombia      | Non partecipante | -  | - | - | - | -  | -  |
| 2021   | Lituania      | Non partecipante | -  | - | - | - | -  | -  |
| Totale |               | 1/9              | 3  | 0 | 0 | 3 | 3  | 14 |

### Campionato africano
| Anno   | Luogo        | Piazzamento      | Pd | V | N | P | GF | GS |
| ------ | ------------ | ---------------- | -- | - | - | - | -- | -- |
| 1996   | Egitto       | 1º turno         | 4  | 2 | 1 | 1 | 21 | 16 |
| 2000   | Egitto       | Non partecipante | -  | - | - | - | -  | -  |
| 2004   | Africa       | Non partecipante | -  | - | - | - | -  | -  |
| 2008   | Libia        | Non partecipante | -  | - | - | - | -  | -  |
| 2011   | Burkina Faso | Non disputato    | -  | - | - | - | -  | -  |
| 2016   | Sudafrica    | Non partecipante | -  | - | - | - | -  | -  |
| 2020   | Marocco      | Non partecipante | -  | - | - | - | -  | -  |
| Totale |              | 1/6              | 4  | 2 | 1 | 1 | 21 | 16 |

## Tutte le rose
Coppa del Mondo di calcio a 5 FIFA 19891 Peter Nkomo, 2 David Mwanza, 3 Clayton Munemo, 4 Garikai Zuze, 5 Antony Kambani, 6 Masimba Dinyero, 7 Ronnie Jowa, 8 Joseph Machingura, 9 Henry Charles, 10 Benjamin Zulu, 11 Danny Kamuchira, 12 Reason Dawa, 13 Brennen Msiska, CT: Nico Spreij